# Bibio fusiformis
Bibio fusiformis är en tvåvingeart som beskrevs av Oswald Heer 1849. Bibio fusiformis ingår i släktet Bibio och familjen hårmyggor.
Artens utbredningsområde är Schweiz. Inga underarter finns listade i Catalogue of Life.